# HUDF-JD2
HUDF-JD2 (UDF 033238.7-274839.8 o BBG 3179) è una galassia massiccia, distante, post-starburst, scoperta nel 2005 attraverso l'immagine ottenuta dal Hubble Ultra Deep Field (HUDF).

## Descrizione
Con il HUDF si ricercarono galassie molto rosse che non erano rilevabili alla lunghezza d'onda più corta del vicino infrarosso (banda J). Furono così individuati due oggetti: di questi, il secondo, inizialmente denominato UDF033238.7-274839.8, aveva un elevato redshift e mostrava le caratteristiche di una galassia post-starburst.
Il calcolo del redshift fotometrico dava un valore di z = ~ 6,5 corrispondente ad un'epoca dell'età dell'Universo di soli 830 milioni di anni dal Big Bang.
La luminosità bolometrica stimata della galassia era pari ad un trilione (1012) di volte la luminosità del Sole, con una massa approssimativamente di 6 x 1011 M☉.
Lo spettro della galassia mostra che la maggior parte della sua energia è emessa da stelle di massa non superiore a 3 masse solari. L’immagine della galassia si colloca in un’età superiore a 300 milioni di anni e il periodo di formazione stellare attiva è verosimilmente durato meno di 100 milioni di anni, durante il quale, ha probabilmente partecipato alla fase della reionizzazione dell’Universo.
La stima della massa, insolitamente elevata per una galassia primordiale, può essere spiegata da altri fattori. Se è presente un nucleo galattico attivo, questo può ridurre la stima alla metà del valore correntemente attribuitole. Oppure la stima potrebbe essere influenzata dal fenomeno di lente gravitazionale, sebbene HUDF-JD2 sia troppo lontana dall’oggetto visibile più vicino per produrre un tale effetto: la galassia spirale in primo piano, la UDF 423, è situata alla distanza di 7″.3.